# Faramea paniculata
Faramea paniculata är en måreväxtart som först beskrevs av Jean Baptiste Christophe Fusée Aublet, och fick sitt nu gällande namn av George Bentham. Faramea paniculata ingår i släktet Faramea och familjen måreväxter. Inga underarter finns listade i Catalogue of Life.